# 1243
سنة 1243 كانت سنة بسيطة تبدأ يوم الخميس (الرابط يظهر نموذج التقويم الكامل للسنة) من التقويم اليولياني.

## أحداث
- مايو: بدء حصار مونسيجور والذي استمر إلى مارس 1244.

## مواليد
- جيلبرت دي كلير .
- ريكولدو دي مونتي.

## وفيات
- منصور المستنصر بالله
- كيرلس الثالث (بابا الإسكندرية).